# 黃慧恂
黃慧恂（李黃慧恂師母），李卓民牧師之夫人。她和李卓民共同創辦甘泉香港航空，並擔任該公司的行政董事。黃慧恂之祖父黃詩田早年創立禮賢會大埔堂。

## 外部連結
- 甘泉香港航空 （页面存档备份，存于）
- 製造飛行夢的李卓民 （页面存档备份，存于）